# الغريب المصنف
الغَرِيبُ المُصَنَّفُ أو مُصَنَّفُ الغَرِيبِ هو معجم موضوعي ألّفه أبو عبيد القاسم بن سلاّم، أورد فيه كل ما يتعلّق بأسماء وصِفَات الأشياء والمخلوقات بحسب الموضوع والمعنى، إذ حرص أبو عبيد على تصنيف المفردات اللغوية في حقول دلالية موضوعية، وهو يُعدّ أقدم معجم موضوعي عربي معروف. وقد حظي الكتاب بتقدير علماء اللغة القدامى حتى أنهم وضعوا له الشروحات والانتقادات ككتب «شرح الغريب المصنف» لابن سيده الأندلسي و«الرد على الغريب المصنف» لأبي نعيم الأصفهاني. وقد رُوِيَ عن أبي عبيد أنه قال وهو يتحدث عن كتابه الغريب المصنف: 
| الغريب المصنف                                      | مكثتُ في تصنيف هذا الكتاب أربعين سنة أتلقف ما فيه من أفواه الرجال، فإذا سمعت حرفاً عرفت له موقعاً في الكتاب بتّ تلك الليلة فرحاً. وأقبل على الجماعة فقال: أحدكم يستكثر أن يسمعه مني في سبعة أشهر. | الغريب المصنف |
| — مقدمة كتاب الغريب المصنف، تحقيق رمضان عبد التواب | |               |

## مضمون الكتاب
يتألف الكتاب من 27 كتابا ومجموع أبوابه تزيد على الألف:
- كتاب خلق الإنسان

-باب تسمية خلق الإنسان ونعوته
-باب نعوت خلق الإنسان
-باب نعوت دمع العين
-باب أسماء النفس
-باب الطوال من الناس
-باب نعوت الطوال مع الدقة والعظم
-باب القصار من الناس
-باب نعوت القصار مع السمن والغلظ
-باب الألوان واختلافها
-باب الأصوات واختلافها
-باب أصوات كلام الناس وحركتهم وغير ذلك
-باب الألسنة والكلام
-باب الأخلاق المحمودة في الناس
-باب الأخلاق المذمومة والبخل
-باب الشدة في القوة والخلق
-باب الشجاعة وشدة البأس
-باب ذكاء القلب وحدته
-باب الجبن وضعف القلب
-باب ضعف العقل والرأي الأحمق
-باب الضعيف البدن
-باب المجنون
-باب الشره ودخول الإنسان فيما لا يعنيه
-باب الشرير المسارع إلى ما لا ينبغي
-باب الخسيس الحقير من الرجال والدعي
-باب خشارة الناس وسفلتهم
-باب الداهي من الرجال
-باب نعوت ألوان مشي الناس واختلافها
-باب آخر من مشي الرجال
-باب مشي الرجل حتى يذهب في الأرض
-باب السرعة والخفة في المشي وغيره
-باب الجمال والقبح
-باب قسمة الرزق بين الناس
-باب الرجل الحاذق بالشيء والرديء بالبيع
-باب أسماء الجماعات من الناس
-باب الفرق المختلفة من الناس ومن يطرأ عليك
-باب غمار الناس ودهمائهم
-باب جماعة أهل بيت الرجل وقبيلته
-باب الجماعة الطارئة من الناس والنازلة على غيرهم والعرفاء
-باب القوم لا يجيبون السلطان من عزهم وخاصة الملك
-باب القوم يجتمعون على الرجل
-باب الشباب من الناس
-باب الأسنان وزيادة الناس فيها
-باب كبر السن والهرم
-باب الولد والغذاء
-باب الغذاء السييء للولد
-باب أسنان الأولاد
-باب أسماء أول ولد الرجل وآخرهم
-باب أسماء ولد الرجل في الشباب والكبر
-باب أسماء ما يخرج مع الولد
-باب النسب
-باب النسب في الأمهات والآباء وغيرهم
-باب النسب في المماليك
-باب أسماء القرابة في النسب والادعاء
-باب النسبة
-باب نزع شبه الولد إلى أبيه والصحة في النسب
- كتاب النساء

-باب: نعوت النساء في أسنانهن
-باب: نعوت النساء وما يستحسن منهن
-باب: نعوت النساء في أخلاقهن وما يستحب منها
-باب: نعوت ما يكره من خلق النساء وخلقهن
-باب: نعوت النساء مع أزواجهن
-باب: نعوت النساء في ولادتهن
-باب: نعوت الخرقاء والفاجرة والعجوز
-باب: نعوت النساء التي تكون بالهاء وبغير الهاء
-باب: آخر من نعوت النساء بغير هاء
-باب: ذكر عشق النساء
-باب: لباس النساء وثيابهن
-باب: حلي النساء
-باب: تزين النساء واللهو معهن
-باب: مشي النساء
-باب: اسم حليلة الرجل
-باب: الطيب للنساء وغيرهن
- كتاب اللباس

-باب: ضروب الثياب من البرود والرقيق وغيرها
-باب: الطيالسة والأكسية ونحوها
-باب القلانس وجمعها والتبان ونحوه
-باب: الخلقان من الثياب
-باب: ضروب اللبس
-باب: تسمية ما جاء في القميص وغيره
-باب: أعمال القميص وما فيه
-باب: قطع الثوب وخياطته
-باب: النسج في الثياب
-باب: المختلف من اللباس
-باب: ألوان اللباس
-باب: النعال
-باب: الجلود
-باب: دباغ الجلود
-باب: الآثار بالجسد وغيره
-باب: العريان
-باب: معالجة الجلود
-باب: القطن والكتان
- كتاب الأطعمة

-باب: أسماء أنواع الطعام
-باب: أسماء الطعام الذي يتخذ من اللحم
-باب: نعوت اللحم
-باب: أسماء قطع اللحم وما يقطع عليه
-باب: قطع السنام
-باب: طبخ القدور وعلاجها
-باب ما يعالج من الطعام ويخلط
-باب: الطعام يعالج بالزيت والسمن ونحوه
-باب: الخبز اليابس
-باب: الطعام يعالج بالإهالة ونحوها
-باب: الطعام يعجن ويططع
-باب: الطعام الذي لا يؤدم
-باب: الطعام الذي فيه ما لا خير فيه
-باب: ما يفضل على المائدة وفي الإناء من الطعام واسم الأقط
-باب: العسل
-باب: كثرة الطعام وقلته في الناس
-باب: الفعل من مطعم الناس والمصدر منه
-باب: إطعام الرجل القوم
-باب: أبواب اللبن
-باب: الخاثر من اللبن
-باب: اللبن المخلوط بالماء
-باب: رغوة اللبن ودوايته
-باب: أسماء اللبن
-باب: عيوب اللبن
-باب: الزبد يذاب للسمن
-باب: الشراب
-باب: العطش
- كتاب الأمراض

-باب: الأمراض
-باب: أوجاع الحلق
-باب: أوجاع البطن
-باب: الوجع في الجسد والجدري وأشباههما
-باب: وجع العين والعنق
-باب: الوجع من التخمة وغيرها
-باب: بدء المرض والبرء منه
-باب: الجراح والقروح
-باب: الشجاج وأسمائها
-باب: كسر العظام وجبرها
ثمّ يلي هذه الكتب الخمسة
- كتاب الخمر
- كتاب البيوت والأراضي
- كتاب الخيل
- كتاب الأسلحة
- كتاب الطيور
- كتاب الأدوات
- كتاب الجبال'
- كتاب الأشجار والنبات
- كتاب المياه والقنوات
- كتاب النحل
- كتاب الغيوم والأمطار
- كتاب الأنواء والرياح
- كتاب أوزان الأسماء
- كتاب أوزان الأفعال
- كتاب الأضداد
- كتاب مكارم الأخلاق
- كتاب المرادفات'
- كتاب الإبل ونعوتها
- كتاب الغنم
- كتاب الوحوش
- كتاب السباع
- كتاب الأجناس

لم يحقق منه رمضان عبد الثواب إلا الجزء الأول وقد نشر كاملا في تونس، بتحقيق المختار العبيدي